# Intra moenia
Intra moenia è una locuzione latina che significa "tra le mura", cioè "all'interno delle mura della città". Oggi solitamente indica ciò che avviene all'interno di un edificio o di una comunità.

## Significato ed utilizzo nei vari contesti

### Nel sistema sanitario italiano
Nell'ambito del Servizio Sanitario Nazionale della Repubblica Italiana, l'attività intra moenia consiste nelle prestazioni erogate al di fuori del normale orario di lavoro dai medici di un ospedale che utilizzano le strutture ambulatoriali e diagnostiche dell'ospedale stesso, o di locali ad esso riconducibili, a fronte del pagamento da parte del paziente di una tariffa. Il medico rilascia regolare fattura e la spesa, come tutte le spese sanitarie, è fiscalmente detraibile. Le prestazioni sono generalmente le medesime che il medico eroga nell'ambito del suo contratto di lavoro con il SSN attraverso la normale operatività ospedaliera. Il regime di intramoenia dà al cittadino la possibilità di scegliere il medico a cui rivolgersi per una prestazione.
Mediamente il medico devolve alla struttura ospedaliera per l'utilizzo dei locali, dei servizi di segreteria, delle apparecchiature e di quant'altro necessario allo svolgimento della prestazione circa il 6,5% del fatturato: ad esempio, nel 2010 i medici ospedalieri italiani hanno fatturato circa 1,13 miliardi di euro, devolvendo alle ASL circa 74 milioni.
Il decreto Balduzzi prevede la possibilità di operare anche all'esterno dell'ospedale (presso cliniche private ad esempio) in regime di intramoenia extramuraria, o più semplicemente extra moenia. Le attività intramoenia sono state più volte oggetto di critiche politiche e mediatiche.
Con decisione n. 238/2018, la Consulta ha stabilito che i medici che prestano la propria attività in rapporto esclusivo con il Sistema sanitario nazionale non possano operare anche presso una struttura privata convenzionata.

### Nella progettazione grafica e disegno industriale
Nell'ambito della progettazione grafica e del disegno industriale, per "comunicazione intra moenia" si intende tutta quella realizzata all'interno di una struttura e rivolta a chi lo occupa o frequenta: in un museo, ad esempio, fanno parte della comunicazione intra moenia tutti i pannelli informativi relativi alle mostre e alla disposizione dei vari servizi: biglietteria, libreria, servizi igienici, uscite di sicurezza e così via.
L'opposto di comunicazione intra moenia è la comunicazione extra moenia.